# Le Feu aux poudres (film, 1954)
Pour plus de détails, voir Fiche technique et Distribution.
Le Feu aux poudres (Captain Hareblower) est un court métrage d'animation américain réalisé par Friz Freleng, mettant en scène Bugs Bunny et Sam le pirate, sorti en 1954. Ce cartoon est le dernier de la trilogie sur les pirates comprenant également Les Révoltés du Bunny et La Révolte de Bunny. Il est aussi le dernier à faire partie de la série Merrie Melodies.

## Synopsis
Sam le pirate a repéré un navire sur lequel Bugs Bunny est installé dans une caisse de carottes, décide de le défier. Bugs Bunny, avec une adresse inouïe, tire au canon sur Sam le pirate ; ce dernier tente de l'imiter, mais le lapin se révèle plus rapide. Profitant que Sam recharge son canon, Bugs lui tire dessus avec le sien ; Sam retente de l'imiter mais le canon le propulse en arrière. Sam tente d'aborder le navire de Bugs mais tombe dans un canon, puis il tente d'envoyer un tonneau de poudre allumé sur le bateau de Bugs, mais le lapin le lui renvoie grâce à un ventilateur.
Sam réessaie avec une bombe mais se fait avaler par un requin. Sam arrive enfin à aborder le bateau du lapin, mais se fait écraser par le grand mât en voulant faire descendre Bugs du nid de pie. Après avoir tenté de le poursuivre dans la mer, Bugs fait son coup de la poudre avec le bateau de Sam et après avec le sien ; le pirate effrayé détale à travers la mer. Bugs finit par ouvrir la fameuse poudrière qui ne contenait que de la poudre pour les cosmétiques qui explose.